# Bure (Suíça)
Bure é uma comuna da Suíça, situada no distrito de Porrentruy, no cantão de Jura. Tem 13,69 km² de área e sua população em 2018 foi estimada em 659 habitantes.